# جون بليدز كوري
جون بليدز كوري هو سياسي جنوب أفريقي، ولد في 1829، وتوفي في 1904.